# Mapania squamata
Mapania squamata är en halvgräsart som först beskrevs av Wilhelm Sulpiz Kurz, och fick sitt nu gällande namn av Charles Baron Clarke. Mapania squamata ingår i släktet Mapania och familjen halvgräs. Inga underarter finns listade i Catalogue of Life.